# Brusník
Brusník je obec na Slovensku v okrese Veľký Krtíš, v Banskobystrickém kraji, v tradičním regionu Novohrad. Žije zde 107 obyvatel a starostou je Jaroslav Kalmár. První písemná zmínka o obci pochází z roku 1327.

## Kultura a zajímavosti

### Památky
- Vesnická zvonice, lidová stavba na půdorysu čtverce z roku 1772. Spodní část zvonice je zděná, nástavba je dřevěná.[2]